# Славко Калезич
Сла́вко Ка́лезич (чорн. Slavko Kalezić / Славко Калезић, нар. 4 жовтня 1985 року, Подгориця, Чорногорія, Югославія) — чорногорський співак, актор театру і кіно,  представник Чорногорії на пісенному конкурсі Євробачення 2017 в Києві з піснею «Space».

## Кар'єра
Калезич навчався в Академії театрального мистецтва у Цетинє, потім став учасником Ансамблю Чорногорського національного театру. Виступає на різних сценах, а також знімається в кіно. Крім чорногорської мови він також розмовляє англійською, французькою, а також по-іспанськи.
У 2011 році вийшов перший сингл співака під назвою «Muza».
Калезич став більш відомим у 2013 році, завдяки участі в X Factor Adria, балканському аналозі шоу X-Фактор.
В 2014 році, після X Factor Adria, Калезич випустив альбом San o vječnosti, синглами якого стали пісні «Krivac», «Feel the Music» та «Freedom».
Виступив у першому півфіналі Євробачення 2017, 9 травня, але до фіналу не пройшов.

## Особисте життя
Славко Калезич є відкритим геєм.

## Дискографія

### Альбоми
- 2014: San o vječnosti

Tracklist:
1. «Krivac» (4:06)
2. «Kraj» (4:32)
3. «Zašto» (3:39)
4. «Borim se» (разом із. Неда Папович) (3:53)
5. «Scena» (3:31)
6. «Nemir» (3:38)
7. «You» (3:55)
8. «Feel the Love» (3:24)
9. «Lavice» (3:41)
10. «Muza» (3:51)

### Сингли
- 2011: «Muza»
- 2014: «Krivac»
- 2015: «Feel the Music»
- 2016: «Freedom»
- 2016: «Space»

### Фільмографія
- L'homme qui voulait vivre sa vie — 2010
- Lokalni vampir — 2011
- Budva na pjenu od mora — 2012/2014
- Діти з вулиці Маркса і Енгельса — 2014